# Radio NV
«Radio NV» — українська приватна радіостанція інформаційно-просвітницького спрямування, що належить бізнесмену Томашу Фіалі. Розпочала мовлення 12 березня 2018 року на базі мережі Радіо «Ера». До 30 грудня 2022 року змінила логотип з Радіо «НВ» на «Radio NV». З весни 2020 року головним редактором є український журналіст, колумніст, кінокритик Олексій Тарасов.

## Історія
У вересні 2017 року компанія Dragon Capital викупила Радіо «Ера» та вирішила назвати наявну радіомережу «Радіо НВ», оскільки компанія вже володіла виданням «НВ» (рос. Новое время).
Одночасно було повідомлено про заміну всієї наявної радіомережі новим американським обладнанням
15 січня 2018 року було оголошено конкурс на вакантні місця ведучих та журналістів Радіо «НВ».
«Радіо НВ» розпочало мовлення на частотах радіо «Ера» у форматі, подібному до Радио Вести, проте без наявності проблем щодо прозорості власників радіостанції. Його очолив колишній головред радіо «Вести» та «РБК-Україна» Валерій Калниш, з ним на радіо почали роботу більше 20 колишніх співробітників радіо «Вести» (серед яких: Дмитро Тузов, Олег Білецький, Євген Олефіренко, Дмитро Симонов, Юрій Пустовіт, Віктор Стельмах, Олексій Зарахович, Богдан Амосов, Євгенія Гончарук, Олена Чабак, Анна Ільницька, Костянтин Лінчевський, Ірина Сінченко, Ольга Куришко, Тимур Філоненко, Євген Кисельов, Юрій Мацарський, Павло Новіков тощо). Він застосував програмну сітку, схожу до «Радио Вести» зі значною частиною подібних програм та зі схожою концепцією, проте з новими назвами.
Радіо НВ - NV — слухати онлайн експертів – українська розмовна радіостанція, що пропонує аналітику, інтерв’ю, новини, політичні та економічні огляди на RadioMuzon.com.
Постачальником новин для радіостанції часто є пов'язаний з радіо журнал «НВ», проте, на відміну від газети «Вести», що виконувала аналогічну роль для радіо «Вести», часопис не несе негативного шлейфу і не плямує репутації радіостації, бо декларує дотримання тих самих стандартів, що і радіостанція; цього не було у попередньому випадку, де були суттєві розбіжності у редакційній політиці часопису та радіо. Такої точки зору дотримується нинішнє керівництво «Радіо НВ», яке тим самим намагається відмежуватися від усього негативного, що могло би асоціюватися через нього з радіо «Вести» та газетою «Вести».
Водночас критики «Радіо НВ» вказують на той факт, що її журналістами стали особи, пов'язані з РФ (зокрема її колишні або нинішні громадяни), які з лютого — березня 2014 року стали підтримувати Україну в її протистоянні з Росією:
- Колишній працівник сайту Lenta.ru (що до розгону був одним із небагатьох альтернативних ЗМІ, наповнених правдивою інформацією, в РФ) Яковина Іван Вікторович (1979 р. н.)
- Колишній кореспондент російської газети «Известия» у 2012—2014 роках, корінний харків'янин Мацарський Юрій Вадимович (народився 11 листопада 1980 року, до 2015 року — мешканець району Перово у Москві, де залишився проживати його батько Мацарський Вадим Іванович, 1955 року народження, працівник поліклініки)
- Його рідний брат Іван Мацарський — кореспондент московської газети «Business FM» з 2005 року, та запрошений автор газети «Известия» в 2011—2012 роках, засновник рекламного агентства «Роуз Групп»)[11].

Через свої проукраїнські заяви вказані особи втратили роботу в Росії, та переїхали на постійне проживання в Україну. Однак щодо Яковини висловлювалося припущення з боку американського військового аналітика Говарда Альтмана, щодо його можливих у минулому (до переїзду в Україну) контактів з ГРУ РФ.
Юрій Мацарський, який у 2009—2010 роках працював кореспондентом журналу «Сноб», 2010—2012 роках був політичним оглядачем газети «Коммерсантъ» та кореспондентом радіостанції «Коммерсантъ FM», також числився працівником у ФГУП ГРК «Радио России», а у 2012—2014 роках працював у газеті «Известия».
Але уже станом на 15 березня 2014 року був звільнений з останнього видання за ведені ним з України «неправильні репортажі» (недостатньо прокремлівського спрямування), як про це писав Павло Чіков. Надалі Мацарський у 2014—2015 роках співпрацював з московським телеканалом «Дождь» та кримськотатарським телеканалом АТР. Також працюав на радіо «Вести».
Запрошеним ведучим на «Радіо НВ» став також корінний кримчанин Павло Казарін (разом із Мацарським веде радіопрограму «Подвійні стандарти»), що у 2014 році не відмовився від громадянства РФ, проте у 2021 році офіційно вийшов з нього.
В ефірах «Радіо НВ» брав участь також кореспондент часопису «НВ»  Верстюк Іван Тарасович (1983 року народження, киянин), магістр філософії Російського державного гуманітарного університету (Москва) та онук бійця дивізії «Галичина» Івана Дмитровича Верстюка (1922 р. н.). Займаючи посаду редактора розділу «Бізнес» часопису НВ, він коментує економічні та політичні процеси в Україні, Європі та США. В минулому - був відомий, як працівник інтернет-сайту УПЦ-МП (до 2009 року) та церковний оглядач під керівництвом прот. Георгія Коваленка. Далі працював редактором інформаційної агенції РБК-Україна в 2011-2013 рр. та економічним редактором газети Kyiv Post у 2014-2015 рр.

### Державне ліцензування
22 лютого 2018 року Національна рада України з питань телебачення і радіомовлення офіційно надала ліцензію радіокомпанії на трансляцію у 40 містах усіх регіонів України.

## Формат мовлення та керівництво

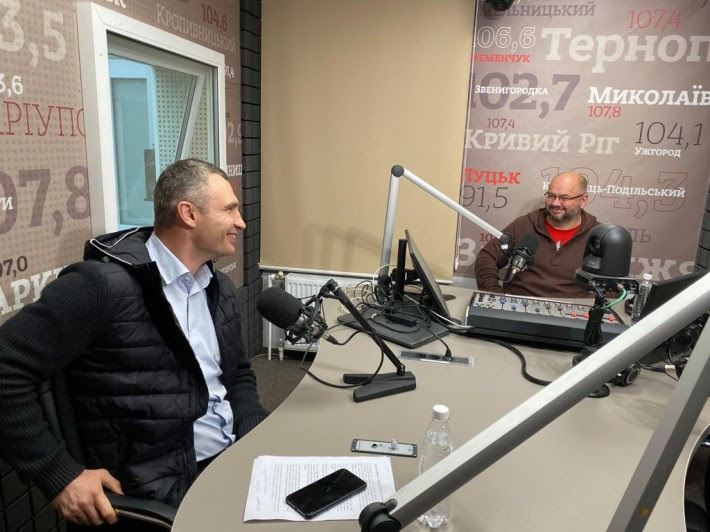
Валерій Калниш в ефірі з мером Києва Віталієм Кличком

### Розмовно-інформаційне радіо
Згідно зі затвердженою ліцензією, формат цієї радіостанції визначено як інформаційно-просвітницький, передбачається цілодобове мовлення. Частка програм власного виробництва: 18 годин 54 хвилини на добу, 78,75 %. Мінімальна частка національного аудіовізуального продукту (в тому числі власного виробництва): 19 годин 16 хвилин на добу, 80,28 %.
Обсяг частки програм державною мовою: не менше 60 % відповідно до мовних квот для розмовних радіостанцій. Реальна частка україномовних передач з 7 ранку до 24 ночі постійно перевищує 80 %. 
Обсяг частки пісень державною мовою: не менше 25 % державною мовою, не менше 60 % іноземними мовами, які є офіційними мовами Європейського Союзу, як це передбачено нормами законодавства; пісні транслюються з 0 годин ночі до 7 ранку, а також у ще 3 радіопередачах протягом інших відрізків доби.
Максимальна частка аудіовізуальної продукції іноземного виробництва: 4 години 44 хвилини на добу, 19,72 %.
Визначено, що «Радіо НВ» буде розмовним радіо, з прямоефірними програмами до 15 годин на добу, протягом кожних двох годин кожні дві години звучатимуть новини по 20 хвилин загальним таймінгом, які не будуть продаватися іншим мовникам, з двома великими годинними інформаційними блоками та ще одним у повторі, авторськими програмами і дискусійним майданчиком, куди будуть запрошуватися фахівці певної галузі. Увесь редакційний матеріал готуватиметься українською мовою, російська звучатиме лише в авторських програмах, тобто мова ведення програм відповідатиме вимогам чинного законодавства.
Головним редактором «Радіо НВ» став Валерій Калниш.
Головним куратором усіх проєктів медіахолдингу «НВ» наразі є Віталій Сич — головний редактор журналу НВ.
До редакційної ради, що визначає основні напрямки редакційної політики радіостанції увійшли: Віталій Сич, Валерій Калниш, Олександр Пасховер, а також журналісти-менеджери з досвідом роботи на «Радио Вести» — Ірина Сінченко, Ольга Куришко, Юрій Пустовіт.
Наприкінці 2018 року керівник радіостанції Валерій Калниш повідомив, що загалом вони «просіли з аудиторією», а частина слухачів, успадкованих «Радіо НВ» від «Ери», з хвилі пішла.
Основним сильним конкурентом радіостанції керівник називав суспільне «Українське радіо», а в західних областях радіостанція конкурувала з «Львівською хвилею», у Києві з «Голосом столиці».

### Перехід до формату інформаційно-музичного радіо та новий формат спецмарафону
У березні 2020 року стало відомо про радикальні зміни у концепції мовлення радіостанції та звільнення Валерія Калниша. Планувалося переформатування радіостанції у музично-інформаційну (з 1 липня), у зв'язку з цим більшість програм було закрито, а ведучих авторських проєктів було звільнено. Радіостанцію очолив Олексій Тарасов. Такі зміни до програмної концепції потребували внесення змін до ліцензії, відповідну заяву радіостанції розглянула і задовольнила Національна рада з питань телебачення і радіомовлення 18 червня 2020 року. Голова Нацради Ольга Герасим'юк процитувала лист «Радіо НВ» з поясненнями змін:
За даними радіостанції, попит на обраний раніше формат виявився нижчим за очікуваний; не вдалося залучити додаткову аудиторію; контент в ефірі був цікавим і важливим, але складним для сприйняття. «Радіо НВ» провело дослідження аудиторії, яке показало, що радіостанції бракує «людяності, емоцій та гумору, релаксу та контрасту». Тому контент вирішили розбавити музикою.
У новій програмній концепції «Радіо НВ» пропонувало зменшити обсяг публіцистичних та інформаційно-аналітичних програм до 8,5 години на добу, а замість них додати 1 годину музично-розважальних програм і 6 годин плей-листів.
За суттєву зміну програмної концепції радістанція мала заплатити майже 5 млн грн ліцензійного збору, проте, після отримання згоди від Нацради на переформатування, в той же день повідомила про неготовність оплатити ліцензійний збір.
2 липня 2020 року керівник радіостанції Олексій Тарасов повідомив, що «Радіо НВ» переносить свій перезапуск «через непорозуміння з Нацрадою». Нова дата переформатування не повідомлялося.
З 24 лютого 2022 року інформаційне віщання ведеться в режимі спецмарафону 7 днів на тиждень, наразі з 8:00 ранку до 23:00 вечора (до 19:00 — прямі ефіри). Нічний ефір переважно займає музика з окремими інформаційними вставками. У перший рік війни ефір вівся з двох студій — у Львові та Києві.
Крім того, під час Російсько-української війни 2022 року в етері «Радіо НВ» з'явилася інтелектуально-просвітницька програма на злободенні питання Віталія Сича і Сергія Фурси о 13-й годині по буднях. 10 травня 2022 року Віталій Сич вперше провів програму українською мовою. 2023 року виходить у прямому ефірі щовівторка та щоп'ятниці о 13:00. З травня 2023 року отримала назву «Фурсич».
Двоє ведучих радіостанції — Юрій Мацарський та Павло Казарін долучилися до сил оборони України з перших днів війни, пізніше до лав захиників та захисниць України приєдналася їх колега Алла Кошляк.

## Власник
Кінцевим бенефіціарним власником радіостанція вказує Томаша Фіалу, який володіє нею через компанію Dragon Capital.

## Програми та рубрики
На сайті радіокомпанії наразі презентовано наступні постійні програми-рубрики (наведено перелік до переходу мовлення у інформаційно-музичний форматі, станому на весну 2020 року) та їх ведучі:
- «Новий ранок на радіо „НВ“» / Олег Білецький та Павло Новіков (Раніше Олег Білецький та Павло Новіков, Олег Білецький та Олександр Положинський, Олександр Положинський та Євген Олефіренко)
- «Напівранок» / Леся Антипенко (Раніше Ілона Довгань / Олег Білецький / Валерій Калниш)
- «Новий день» / Дмитро Тузов
- «Напіввечір»/ Михайло Шаманов / Дмитро Тузов по буднях, Ольга Ксьонз у вихідні — програму закрито
- «Новий вечір» / Дмитро Тузов (Раніше Тетяна Даниленко)
- «Має слово» / Юрій Мацарський
- «Справа двох» / Аркадій Бабченко та Юрій Мацарський — програму закрито
- «Новий вік-енд» / Ігор Козак — програму закрито
- «Підсумки тижня» / Дмитро Тузов (Раніше Валерій Калниш, згодом Тетяна Даниленко)
- «Економічний прорив» / Павло Шеремета — програму закрито
- «Апокриф» / Сергій Рахманін — програму закрито
- «Вініл» / Павло Шилько — програму закрито
- «Пашина двадцятка» / Павло Шилько — програму закрито
- «Час відповідати» / Валерій Калниш / Віталій Сич (Раніше Євген Кисельов / Дмитро Тузов)
- «Повний аут» / Артем Франков — програму закрито
- «Щоденне завтра» / Євген Пілецький та Євген Олефіренко
- «СвітОгляд» / Іван Яковина
- «Печерські пагорби» / Валерій Калниш
- «Політика та культура» / Сергій Неретін — програму закрито
- «Їдемо далі» / Віктор Стельмах та Євген Олефіренко
- «Академія наук» / Дмитро Симонов та Юрій Пустовіт
- «Скажені пси» / Олексій Тарасов
- «Картата потата» / Дар'я Малахова — програму закрито
- «Том перший» / Марина Фіалко — програму закрито
- «Місце в історії» / Марина Фіалко — програму закрито
- «Фан-сектор» / Михайло Герасименко — програму закрто
- «Звуки про» / Олександр Положинський — програму закрито
- «Психологія» / Геннадій Мустафаєв (раніше Олена Чабак та Геннадій Мустафаєв) — програму закрито
- «Де живемо» / Богдан Амосов
- «Сім днів» / Олексій Зарахович — програму закрито
- «Історії успіху» / Христина Роман
- «На перспективу» / Ілона Довгань
- «Книга за книгою» / Валерій Калниш
- «Мікрочип» / Тимур Філоненко
- «Біг Мані» / Євген Черняк — програму закрито
- «Близькі міста» / Леся Антипенко
- «Саме там» / Богдан Амосов
- «Звички без ризику» / Олександр Коляда — програму закрито
- «Вечір з Валерієм Калнишем» / Валерій Калниш — програму закрито
- «Година новин» / Інна Марецька, Олена Чабак, Віктор Баутін, Костянтин Лінчевський, Анна Ільницька
- «Новини спорту» / Михайло Герасименко
- «Зелені інновації» / Олексій Рябчин — програму закрито
- «Дикі мандри» / Юрій Марченко — програму закрито
- «Нова Земля» / Дмитро Тузов
- «Анімалістика» / Олексій Зарахович — програму закрито
- «Особистий код» / Євген Кисельов — програму закрито

Більшість інших програм припинили мовлення після початку широкомасштабного вторгнення РФ.

## Інформаційне мовлення ведеться в режимі спецмарафону з 24 лютого 2022 року
Ведучі лінійних ефірів:
- Перший ранковий ефір з 8:00 до 10:00 — Павло Новіков з неділі по п'ятницю, субота — Юлія Петрова
- Другий ранковий ефір — Богдан Амосов або Інна Марецька
- Третій ранковий ефір — Власта Лазур
- Перший денний ефір — Олена Петрова (в окремі дні)
- Другий денний ефір — 3 14:00 до 16:00 Олексій Тарасов
- Вечірній ефір — 3 17:00 до 19:00 Дмитро Тузов або Євгенія Гончарук (також в інший час як ведуча на заміні)

Ведучі регулярних авторських програм:
- «Світогляд» — Іван Яковина
- «Фурсич» — Сергій Фурса та Віталій Сич
- «Військові хроніки» — Василь Пехньо
- «Це було вже» — Віталій Ляска

Ведучі нерегулярних авторських програм:
- «Подвійні стандарти» — Юрій Мацарський та Павло Казарін

Інші ведучі:
- Ілля Кабачинський — ведучий лінійних ефірів з ухилом в економіку та нові технології
- Олена Русінова — спортивний оглядач

Ведучі новин:
- Олена Петрова
- Анна Ільницька
- Інна Марецька

Крім того, в ефірі радіостанції цілодобово присутні регулярні інформаційні вставки з думками відомих світових та українських аналітиків, як то Пітер Дікінсон, Даян Френсіс, Віталій Портников, Володимир Фесенко тощо, а також рекламні ролики, зокрема регулярна реклама охоронної фірми «Шериф», проте чи має вона якийсь стосунок до однойменної структури олігарха-«господаря» невизнаного Придністров'я Віктора Гушана, достеменно невідомо.

## Міжнародне співробітництво з «Радіо Свобода»
З 17 березня 2018 року у суботу та неділю о 19:00 на хвилях радіостанції транслюються підсумково-аналітичні програми «Радіо Свобода».

## Мережа трансляції

### Міста і частоти
- Київ — 96,0 FM

### Вінницька область
- Вінниця — 107,8 FM

### Волинська область
- Луцьк — 91,5 FM

### Дніпропетровська область
- Дніпро — 91,4 FM
- Кривий Ріг — 107,4 FM
- Нікополь — 98,9 FM

### Донецька область
- Донецьк — 99,0 FM
- Гірник — 104,7 FM
- Краматорськ — 101,0 FM
- Маріуполь — 103,6 FM
- Слов'янськ — 101,0 FM

### Житомирська область
- Житомир — 103,9 FM

### Закарпатська область
- Ужгород — 104,1 FM

### Запорізька область
- Запоріжжя — 102,7 FM
- Бердянськ — 103,8 FM
- Мелітополь — 101,2 FM
- Пологи — 107,8 FM

### Івано-Франківська область
- Івано-Франківськ — 107,8 FM

### Київська область
- Володарка — 103,5 FM

### Кіровоградська область
- Кропивницький — 104,6 FM

### Луганська область
- Луганськ — 107,3 FM
- Бахмутівка — 103,6 FM
- Лисичанськ — 102,0 FM

### Львівська область
- Львів — 88,6 FM
- Дрогобич — 105,0 FM

### Миколаївська область
- Миколаїв — 107,8 FM

### Одеська область
- Одеса — 87,9 FM
- Подільськ — 92,4 FM

### Полтавська область
- Полтава — 103,4 FM
- Кременчук — 106,6 FM
- Лубни — 99,3 FM
- Горішні Плавні - 106,6FM

### Рівненська область
- Рівне — 105,1 FM

### Сумська область
- Суми — 90,9 FM
- Конотоп — 100,7 FM
- Ромни — 102,9 FM
- Шостка — 101,9 FM

### Тернопільська область
- Тернопіль — 107,4 FM

### Харківська область
- Харків — 107,0 FM

### Херсонська область
- Херсон — 103,7 FM
- Генічеськ — 104,1 FM
- Олешки — 103,7 FM

### Хмельницька область
- Хмельницький — 100,6 FM
- Кам'янець-Подільський — 104,3 FM

### Черкаська область
- Звенигородка — 102,7 FM
- Черкаси — 103,3 FM

### Чернівецька область
- Чернівці — 103,6 FM

### Чернігівська область
- Чернігів — 103,5 FM

### Автономна республіка Крим
- Керч — 107,2 FM
- Севастополь — 103,3 FM
- Сімферополь — 91,1 FM

## Параметри супутникового мовлення
| Супутник | Частота | Символьна швидкість | Поляризація       | FEC |
| -------- | ------- | ------------------- | ----------------- | --- |
| Astra 4A | 12073   | 27500               | горизонтальна (H) | 3/4 |

### Сторінки в соцмережах
- Radio NV у соцмережі «Facebook»
- Канал Radio NV на YouTube
- Radio NV у месенджері «Telegram»
- Radio NV  у соцмережі «Instagram»

### Інші посилання
- Сторінка у Soundcloud
- Онлайн-потік MP3 у якості 128k з сайту radio.nv.ua
- «Радіо НВ» презентувалося в Нацраді: сітка мовлення, команда, редакційні стандарти // Детектор-медіа, 22.02.2018
- Радіостанція фахівців, а не експертів. Валерій Калниш — про майбутнє «Радіо НВ»
- Оновлене «Радіо-Ера» розпочне мовлення // Українське радіо, 22.02.2018
- Радіо «Ера» переоформило ліцензії і мовитиме з позивним «НВ Радіо» // Інститут масової інформації, 22.02.2018
- «Радіо Ера» припинило мовлення в прямому ефірі // galinfo, 20.02.2018